# Zielonka Jasicka
Zielonka Jasicka – kolonia w Polsce położona w województwie świętokrzyskim, w powiecie opatowskim, w gminie Ożarów..
W latach 1975–1998 miejscowość należała administracyjnie do województwa tarnobrzeskiego.